# Christine Richter (Journalistin)

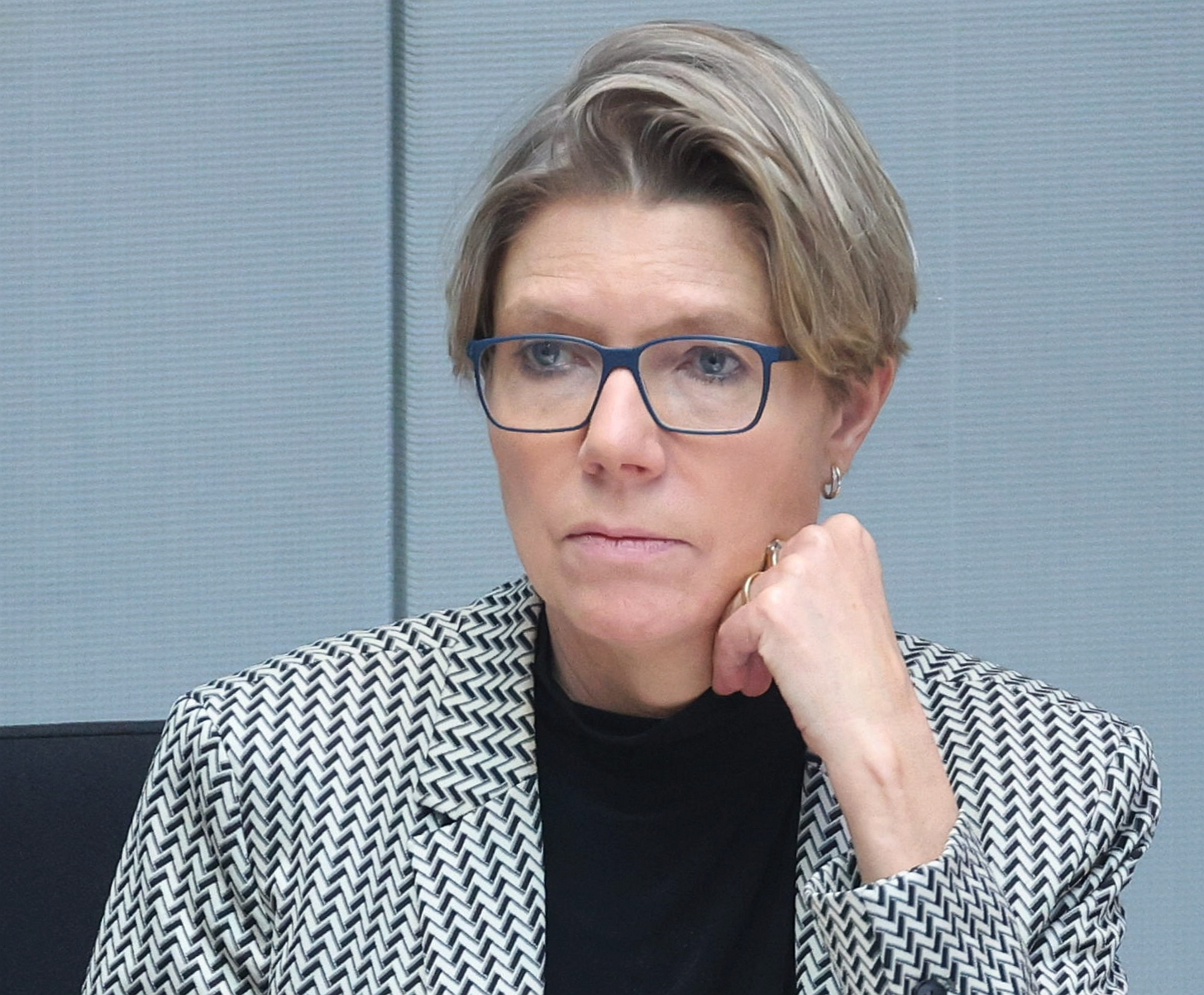
Christine Richter (2024)

Christine Richter (* 1964) ist eine deutsche Journalistin. Sie ist seit 2023 die Sprecherin des Berliner Senats, seit 2024 auch Mitglied des ZDF-Fernsehrats. Zuvor war sie von 2018 bis 2023 Chefredakteurin der Berliner Morgenpost.

## Werdegang
Richter studierte 1983 bis 1985 zunächst an der Universität Mainz und von 1985 bis 1989 an der FU Berlin Publizistik, Politikwissenschaften und Geschichte. 1990, zur Zeit des Senats Momper, war sie Pressesprecherin der Senatsverwaltung für Wissenschaft und Forschung. Im Februar 1991 wechselte sie zur Berliner Zeitung, wo sie fast 18 Jahre blieb und unter anderem als stellvertretende Ressortleiterin Lokales sowie als Leiterin Landespolitik fungierte. Im Oktober 2008 ging Richter zunächst als Leiterin der Lokalredaktion zur Berliner Morgenpost und wurde 2012 stellvertretende Chefredakteurin. Ab Juni 2018 war Richter alleinige Chefredakteurin der Berliner Morgenpost. Richter war zu diesem Zeitpunkt laut Kress die einzige Frau an der Spitze einer Berliner Zeitung. Am 6. April 2023 wurde ihre überraschende Entlassung bekannt.
Seit dem 1. Juli 2023 ist sie die Sprecherin des Senats Wegner. Als Senatssprecherin ist sie seit dem 5. Juli 2024 als Vertreterin des Landes Berlin Mitglied des ZDF-Fernsehrats und dort Mitglied im Programmausschuss Chefredaktion.